# دواء مكون للصفيحات
الأدوية المكونة للصفيحات (بالإنجليزية: Thrombopoietic agents)‏ هي الأدوية التي تحفز نمو ونضوج الخلايا النواء.
يتوفر حاليا في الاستعمال الطبي روميبلوستيم وإلترومبوباغ وأوبريلفيكين (إنترلوكين 11 مؤتلف) والثرومبوبويتين إضافة لأدوية أخرى قيد التجارب السريرية مثل لوسوترومبوباغ وآفاترومبوباغ.